# 陸應龍
陸應龍（1455年—1538年），字翼之，號南丘，直隶苏州府長洲縣人，民籍，明朝政治人物。

## 生平
弘治十一年戊午科應天府鄉試第九十名舉人。弘治十二年（1499年）中式己未科會試第二百五十六名，二甲第二十七名進士。授工部虞衡司主事，监税荆州，寻以疾请告家居。正德初，被劉瑾勒令致仕。劉瑾死後，乃召复故官，补屯田司，转营缮员外郎，又转都水郎中，奉命领漕河事，被内侍刘潮弹劾，被逮下锦衣狱，逾五月而得释，镌三秩谪为浙江布政司理问。稍迁应天府推官，寻陞南京礼部主客司主事，再陞精膳司郎中，乞致仕归。卒年八十四。

## 家族
曾祖陸守道。祖陸瑄。父陸溱，義官。母王氏。永感下。從弟陆完，監察御史，官至吏部尚書。